# Schestirnja
Schestirnja (ukrainisch Шестірня; russisch Шестерня Schesternja) ist ein Dorf in der ukrainischen Oblast Dnipropetrowsk mit etwa 900 Einwohnern (2025).

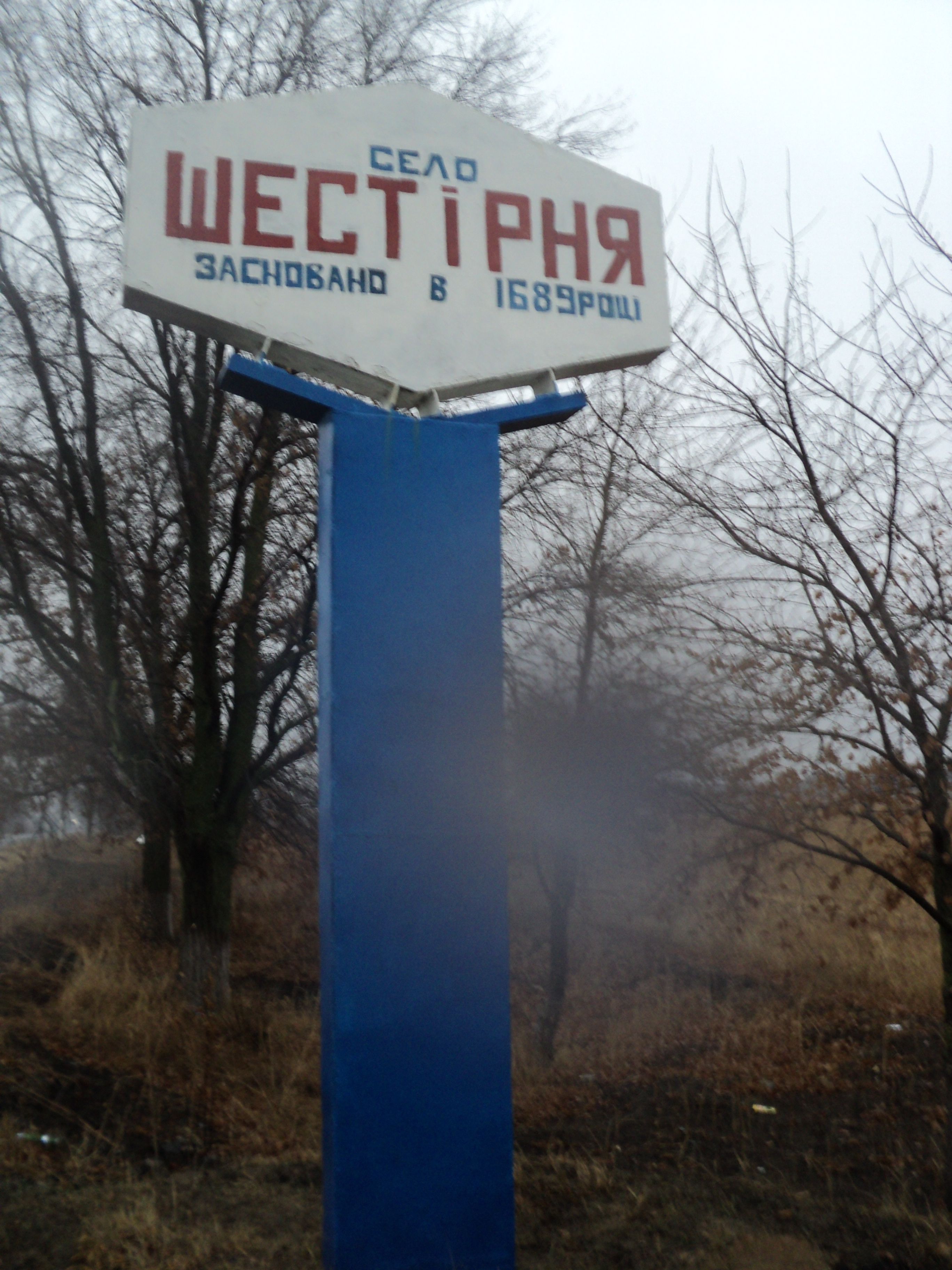
Ortseingangsschild des Dorfes

Das 1689 gegründete Dorf liegt am linken Ufer des Inhulez und an der Territorialstraße T–04–47 16 km südlich vom ehemaligen Rajonzentrum Schyroke und etwa 190 km südwestlich vom Oblastzentrum Dnipro, südlich verläuft die Grenze zur Oblast Cherson.
Am 28. April 2017 wurde das Dorf ein Teil der neugegründeten Siedlungsgemeinde Schyroke, bis dahin bildete es zusammen mit den Dörfern Hanniwka (Ганнівка) und Nowokurske (Новокурське) die gleichnamige Landratsgemeinde Schestirnja (Шестірнянська сільська рада/Schestirnjanska silska rada) im Süden des Rajons Schyroke.
Am 17. Juli 2020 kam es im Zuge einer großen Rajonsreform zum Anschluss des Rajonsgebietes an den Rajon Krywyj Rih.